# 皮龍伊斯 (北里約格朗德州)

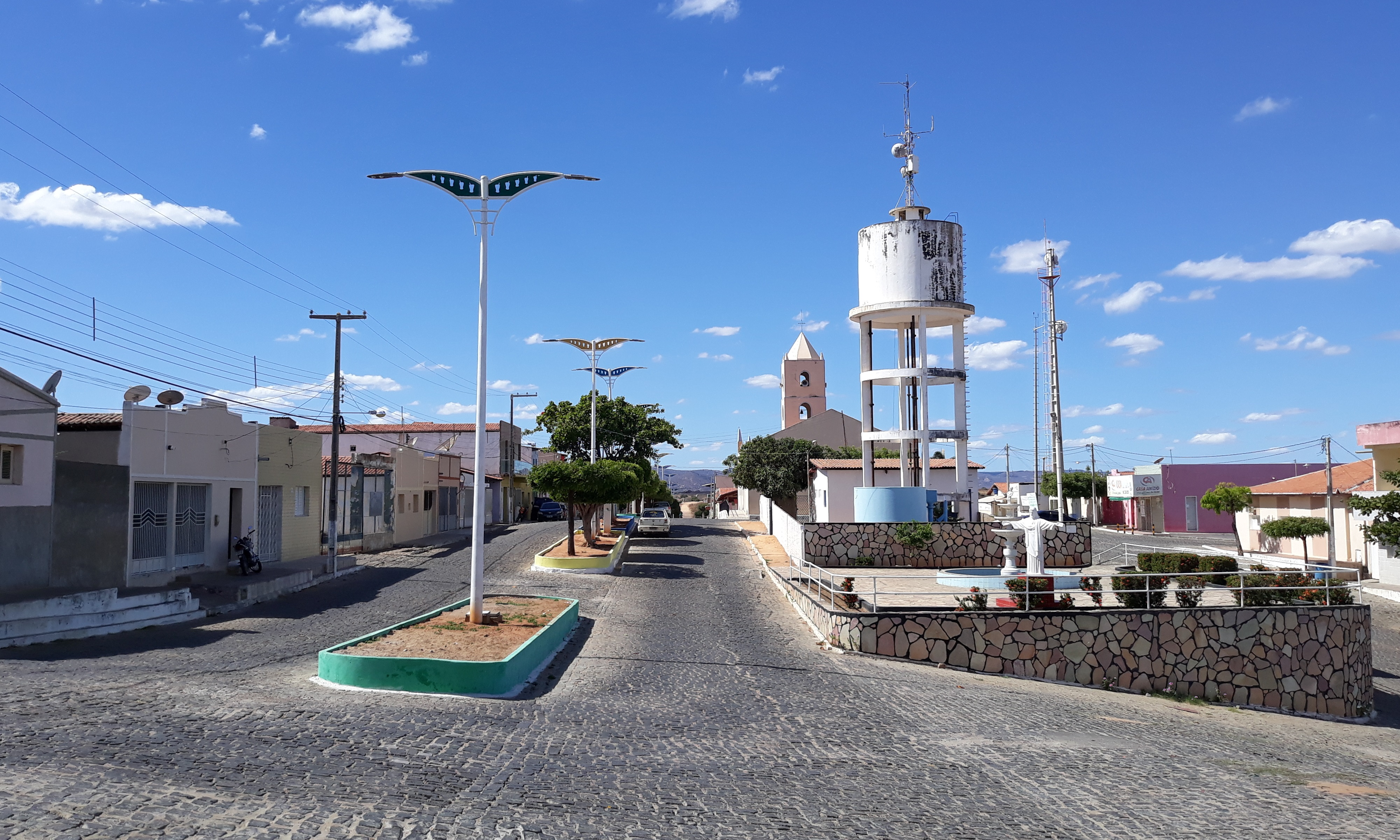
皮龍伊斯

皮龍伊斯（葡萄牙語：Pilões），是巴西的城鎮，位於該國東北部，由北里約格朗德州負責管轄，始建於1961年8月19日，面積83平方公里，海拔高度265米，2014年人口3,723，人口密度每平方公里45.02人。